# Specialne sile
Izraz specialne enote nima enakega pomena kot posebne enote.
Specialne sile (angleško special forces) so vse vojaške in/ali policijske sile, ki so izurjene v osnovnem in specialnem vojaškem znanju in izvajajo operacije nekonvencionalnega bojevanja, protiterorističnega bojevanja in druge nevarne naloge. Take enote imajo po navadi isti status kot elitne enote, a so bolje opremljene kot regularne enote. Pripadniki teh enot morajo prestati težko fizično in psihično urjenje.
Podatki o specialnih silah in njihovih pripadnikih so strogo varovana skrivnost, zato tudi pripadniki sami ne smejo nikomur izdati podrobnosti njihovega dela ali podatkov o opravljenih nalogah.